# Clotilde Urioste de Argandoña
Clotilde  Romualda de Urioste Velasco o Clotilde Urioste de Argandoña (5 de febrero de 1857 - 29 de octubre de 1933) fue la princesa de La Glorieta y una filántropa. Era una dama boliviana de la clase alta antes de su nombramiento como princesa, perteneciendo a una de las familias ilustres de Sucre, la familia Urioste. Su abuelo paterno era Atanasio de Urioste, un comerciante rico y era hermana del destacado político y diplomático Atanasio de Urioste Velasco. Contrajo matrimonio con el futuro Príncipe de La Glorieta, Francisco Argandoña Revilla en 1874. Juntos, fueron nombrados  príncipes por una bula papal del Papa León XIII el 28 de diciembre de 1898.

## Vida
Nacida en el seno de una familia poderosa, Clotilde era la hija de Melitón de Urioste Gómez y Petronila Clotilde Velasco del Rivero. Desde su juventud fue conocida por su belleza y buenas cualidades. Contrajo matrimonio con Francisco Argandoña Revilla, uno de los socios empresarios de su hermano menor, Atanasio, luego de que Aniceto Arce insistió a la familia Urioste que se realice la unión. 
Tras la muerte de su esposo se hizo cargo de la regencia. Durante la Guerra del Chaco con Paraguay, salió fuera del país y terminado dicho conflicto retornó en el mes de octubre de 1932. Realizó muchas obras como impulsar la construcción ferroviaria entre Sucre y Potosí y la construcción del camino carretero de Sucre a Lagunillas. Entre las obras de bien social, fundó y subvencionó el asilo para huérfanos "Santa Clotilde", en el escudo heráldico que se lee: "Asilo e instrucción a la orfandad". Tras su fallecimiento en 1933, el gobierno boliviano expresó su pesar. Debido a que el matrimonio no tuvo descendencia, el principado se extinguió y dejo de existir. Está sepultada junto a su esposo en el Cementerio General de Sucre.

## Castillo de la Glorieta
Clotilde dejó de herencia el castillo de La Glorieta a uno de sus sobrinos preferidos, Roberto Urioste Arana, hijo de su hermano Atanasio de Urioste Velasco. En 1967 el heredero del castillo, lo vendió al Estado boliviano y a las Fuerzas Armadas para su uso como institución militar, funcionando inicialmente como Liceo Militar.